# 夜の誘惑
夜の誘惑（よるのゆうわく、原題：Banning）は、1967年のアメリカ合衆国のドラマ映画。ロバート・ワグナー主演、共演はジーン・ハックマン、ジル・セント・ジョン、ガイ・ストックウェル、ジェームズ・ファレンティノなど。

## あらすじ
独身のプロ・ゴルファー、マイク・バニングはPGAツアーで優勝賞金をライバルと山分けする話を持ち掛けたとされ、失脚した。だが、実際に話を持ち掛けたのはライバルのジョナサン・ライナスであった。現在、バニングは高級カントリークラブでアシスタントとして働いている。ある日、彼の元にアンジェラという女性が現れる。彼女は露骨に彼を誘う素振りを見せつけるが、以前のスキャンダルの事もあって彼は慎重になっていた。一方、ライナスはアリゾナの富豪の娘と結婚し、何不自由のない生活をしていた。
そんな中、バニングの八百長騒動で起きた裁判の費用を捻出したマフィアの男が金の返済を催促し始めた為、バニングはゴルフトーナメント「カルカッタ」で優勝を狙う。

## キャスト
※括弧内は日本語吹替（初回放送1972年7月22日『土曜映画劇場』）
- マイク・バニング：ロバート・ワグナー（城達也）
- ジョナサン・ライナス：ガイ・ストックウェル（穂積隆信）
- キャロル：アンジャネット・カマー
- アンジェラ：ジル・セント・ジョン
- クリス・パットン：ジェームズ・ファレンティノ
- シンシア・ライナス：スーザン・クラーク
- J・パリスター・ヤング：ハワード・セント・ジョン
- ハリー・キャリエル：マイク・ケリン（小林清志）
- トミー・デル・ガド：ジーン・ハックマン
- リチャード・タイソン：シーン・ギャリソン
- ブリューワー：ローガン・ラムジー（村松康雄）
- スチュアート・ウォーレン：エドモン・ライアン
- ブレディ：オリバー・マッゴーワン
- マギー・アンドリュース：ルシール・メレディス
- トニー：ウィリアム・コート